# Килехма
Килехма — река в России, протекает в Междуреченском районе Вологодской области, левый приток Ихалицы. Устье реки находится в 44 км от устья Ихалицы. Длина реки составляет 26 км. 
Исток находится в 33 км к юго-востоку от райцентра — села Шуйское. Килехма течёт на северо-восток по заболоченной лесистой местности. Населённых пунктов на реке нет. До впадения Килехмы Ихалица носит имя Мизюга, после устья Килехмы начинает именоваться Ихалицей.

## Данные водного реестра
По данным государственного водного реестра России относится к Двинско-Печорскому бассейновому округу, водохозяйственный участок реки — Северная Двина от начала реки до впадения реки Вычегда, без рек Юг и Сухона (от истока до Кубенского гидроузла), речной подбассейн реки — Сухона. Речной бассейн реки — Северная Двина.
По данным геоинформационной системы водохозяйственного районирования территории РФ, подготовленной Федеральным агентством водных ресурсов: 
- Код водного объекта в государственном водном реестре — 03020100312103000007506
- Код по гидрологической изученности (ГИ) — 103000750
- Код бассейна — 03.02.01.003
- Номер тома по ГИ — 03
- Выпуск по ГИ — 0